# Usine Langevin
L'usine Langevin est une ancienne usine sucrière de l'île de La Réunion, département et région d'outre-mer français dans le sud-ouest de l'océan Indien.
Elle fait l'objet d'une protection au titre des monuments historiques.

## Situation
L'usine sucrière Langevin est située sur la rive droite de la rivière Langevin à Bois-Noirs, sur les hauteurs de la côte sud de l'île de La Réunion, à environ un kilomètre du rivage de l'océan Indien, sur le territoire de la commune de Saint-Joseph.

## Histoire
L'usine est construite vers 1853, par Gabriel Le Coat de Kerveguen, membre éminent de la famille Le Coat de Kerveguen.
Elle est en fonctionnement jusqu'au début des années 1900 puis se tourne vers la fabrication de fibres textiles à base de choka, avant de servir successivement de serre d'anthuriums puis de pépinière municipale,.
Par arrêté du 16 avril 2002, une de ses cheminées et son terrain d'assiette font l'objet d'une inscription au titre des monuments historiques.
Le 22 mars 2022, un nouvel arrêté qui se substitue au précédent élargit le périmètre de l'inscription à l'ensemble des vestiges de l'usine et de ses deux cheminées, couvrant aussi l'ancienne roue hydraulique et son canal d'alimentation.